# Polifidelidad
Polifidelidad (también a veces llamado Poliexclusividad) es una forma de poliamor, donde todos los miembros son considerados compañeros iguales y aceptan tener una vida sexual activa solo con otros miembros del grupo. El término se originó en la comuna Kerista en el barrio de Haight-Ashbury, San Francisco (California), donde se practicó la polifidelidad de 1971 a 1991.
Este tipo de relaciones son, como las relaciones monógamas, “cerradas”, en el sentido de que los socios se comprometen a no mantener relaciones sexuales fuera de los actuales miembros del grupo. La diferencia es que más de dos personas se incluyen en el grupo cerrado. Nuevas personas se pueden añadir al grupo mediante consenso unánime de los miembros existentes, o bien, el grupo puede no aceptar nuevos integrantes.
Previo a la experiencia en Kerista, la gente probablemente habría llamado a este acuerdo “matrimonio complejo”. A mitad del siglo XIX, el matrimonio grupal en la Comunidad de Oneida implicaba tener varias parejas, pero no necesariamente el deber de estar con todos los miembros de la comuna. También se le conocía como “matrimonio grupal”. El término moderno y más amplio de poliamor fue acuñado más tarde, a principios de 1990.